# Bjurholm (comune)
Bjurholm è un comune svedese di 2 457 abitanti, situato nella contea di Västerbotten. Il suo capoluogo è la cittadina omonima.

## Amministrazione

### Gemellaggi
- Bardu
- Kuivaniemi